# Bomull - en solkig historia
Bomull – en solkig historia är en bok skriven av journalisten Gunilla Ander och utgiven på Ordfronts förlag 2010. Boken handlar om hur bomullsproduktionen ofta varit förknippad med tvångsarbete och slavhandel. Den är det också fortfarande i vissa delar i världen som i dagens Uzbekistan. Boken tar också upp subventioner för bomullsproduktion i USA, EU och Kina. Detta påverkar bomullsproduktionen i fattiga länder i Västafrika, som är helt beroende av inkomster från bomullsproduktionen. Fyra länder i Västafrika bildade en lobbygrupp, Cotton 4, som protesterade mot USA i Världshandelsorganisationen (WTO). WTO gav de afrikanska länderna rätt, men prisdumpningen i USA fortsätter trots det. 

## Författaren
Sedan mitten av 1980-talet har hon arbetat som nyhetsreporter på Förenade Landsortstidningar (FLT), Expressen, Helsingborgs Dagblad och tidningen Arbetet. I början av 2000-talet började hon specialisera sig på EU:s jordbrukspolitik och WTO-förhandlingarna om frihandel, för facktidningen Land Lantbruk. 
År 2005 vann hon Star Prize, som ibland kallas "VM i lantbruksjournalistik", för en reportageserie om frihandelns betydelse för bönder i Nya Zeeland, Argentina och Mali. Tillsammans med sin make Nils Hansson gav hon år 2005 ut Tango – återkomsten, om den nya tangovåg som på senare år har svept över världen. 2016 utkom hon med reportageboken Den lilla svarta: modeindustrins mörka baksida, på Ordfront förlag.

## Recensioner
- Journalisten Gunilla Ander, specialist på jordbrukspolitik, har nu skrivit en bok som beskriver detta spel och förklarar dess vanligen oskrivna regler. ”Bomull – en solkig historia” är en utmärkt exposé med driv i reportageprosan och en politisk udd slipad ungefär så som Isabella Lövin slipade sin, i den genremässigt snarlika boken ”Tyst hav”.[3]
- Gunilla Ander (lyckas) göra sin råvara till den lilla skärva där hela den väldiga globaliseringen speglas med sina nykoloniala maktspel, sina miljö- och hungerkatastrofer. Allt betyder något, allt hänger ihop.[4]
- Det är en oerhört angelägen bok som betonar att konsumentmakt kan vara mer än en pseudodemokrati i grönsakshyllan.[5]